# ستبانیادو ای پریراتو
ستبانیادو ای پریراتو (به اسپانیایی: Sotobañado y Priorato) یک شهرستان در اسپانیا است که در استان پالنسیا واقع شده‌است.

## خصوصیات
ستبانیادو ای پریراتو ۲۵ کیلومترمربع مساحت و ۱۷۹ نفر جمعیت دارد.